# Foggy Nelson
Franklin « Foggy » Nelson est un avocat de fiction évoluant dans l'univers Marvel de la maison d'édition Marvel Comics. Créé par le scénariste Stan Lee et le dessinateur Bill Everett, le personnage de fiction apparaît pour la première fois dans le comic book Daredevil #1 en avril 1964.
Le personnage a été interprété au cinéma par l'acteur Jon Favreau dans le film Daredevil (2003). Puis par Elden Henson dans l'univers cinématographique Marvel, d'abord comme personnage principal de la série télévisée Daredevil (2015), puis comme personnage récurrent de la mini-série The Defenders (2017). Il apparait aussi dans un épisode de la série Jessica Jones (2015) et un épisode de la série Luke Cage (2016).

## Historique de la publication
Foggy Nelson apparaît pour la première fois dans Daredevil #1 (avril 1964), créé par Stan Lee et Bill Everett.
Le personnage est décrit dans une fiche de l’Official Handbook of the Marvel Universe en 1989.

## Biographie du personnage
Personnage récurrent des aventures de l’avocat aveugle Matt Murdock, alias le super-héros costumé Daredevil, Foggy Nelson, avocat lui aussi, est le meilleur ami de Matt et, dans la plupart des aventures de Daredevil, son associé au sein du cabinet d'avocats new-yorkais « Nelson & Murdock ».
Initialement, Foggy est dépeint comme un personnage continuellement en désaccord avec Matt sur leur métier d'avocat, comme un rival de Murdock pour recevoir l'affection de Karen Page et comme un individu toujours loyal envers son ami Matt.
Foggy n'a appris que tardivement la double identité de Matt et l'aide à concilier son activité de super-héros et son travail d'avocat. Il se fait aussi, souvent, la conscience et la raison de Matt.
Bien qu'il soit un avocat très prospère par lui-même, Foggy est aussi tourmenté par un sentiment d'infériorité à l'égard de son associé. Cependant, depuis le début des années 1980, il a souvent été réduit à un personnage de type comic relief (en), et son style de vie d'homme terre-à-terre et de tous les jours contraste avec son sombre collègue super-héros.
Pendant les deux premières années de Daredevil, l'apparence de Foggy variait énormément d'un moment à un autre, bien qu'il fût le plus souvent représenté comme un jeune homme élégant, beau et soigné. Depuis sa première représentation par Gene Colan dans Daredevil #20, Foggy a toujours été dépeint par celui-ci sous l’apparence d'un homme de petite taille, légèrement bedonnant et avec une allure généralement décontractée.

## Pouvoirs et capacités
Foggy Nelson est un avocat pénaliste particulièrement doué et disposant d’une connaissance quasi-encyclopédique des lois et de la jurisprudence américaine. Il est réputé pour sa compétence dans les milieux juridiques de New York et au-delà.
Lors de l'arc narratif Born Again (en), au cours duquel un procès est initié en secret par le Caïd envers Matt Murdock (Daredevil), Foggy assurera la défense de son ami Matt et lui évitera la prison, bien que Murdock soit radié du barreau. À cette occasion, le Caïd se reprochera de n'avoir pas engagé Foggy, impressionné par ses capacités juridiques, notamment son utilisation astucieuse de la jurisprudence.
Il n'a aucun super-pouvoir.

## Apparitions dans d'autres médias

### Films
Interprété par Jon Favreau
- 2003 : Daredevil réalisé par Mark Steven Johnson

### Télévision
Interprété par Elden Henson dans l'univers cinématographique Marvel
- 2015-2018 : Daredevil (série télévisée)
- 2015 : Jessica Jones  (série télévisée) - (saison 2, épisode 3)
- 2016 : Luke Cage (série télévisée) - (saison 2, épisode 5)
- 2017 : The Defenders (série télévisée)